# Spoorlijn Neuekrug-Hahausen - Goslar
De spoorlijn Neuekrug-Hahausen - Goslar is een dubbelsporige, niet geëlektrificeerde spoorlijn in Nedersaksen en is als spoorlijn 1930 onder beheer van DB Netze. De aan de noordrand van de Harz lopende lijn begint in Goslar en eindigt in Neuekrug-Hahausen op de Braunschweigische Südbahn naar Seesen en Kreiensen. Doordat het station Neuekrug-Hahausen nu zonder halt wordt gepasseerd, wordt er regelmatig gesproken van de spoorlijn Goslar - Seesen. De in de regio vaak gebruikte naam Nordharzstrecke is niet eenduidig. De belangrijkste en tegenwoordig enige tussenstop is station Langelsheim.

## Geschiedenis
In 1875 werd de spoorlijn Vienenburg - Langelsheim via Grauhof door de Magdeburg-Halberstädter Eisenbahn geopend en als Innerstetalbahn naar Lautenthal, later via Clausthal tot Altenau verlegd. Hier werd op 15 september 1877 een zijlijn van de Braunschweigische Eisenbahn-Gesellschaft naar Neuekrug-Hahausen aangesloten, die het oost-westgoederenverkeer van Halberstadt naar Kreiensen een omweg via Salzgitter-Ringelheim bespaarde. Deze spoorwegmaatschappij bouwde ook een verlenging naar Goslar, die op 1 mei 1883 geopend werd.
Sindsdien liep het goederenverkeer over de vlakkere lijn door Grauhof, terwijl het reizigersverkeer via Goslar reed. Daarnaast was er lokaal goederenvervoer die Langelsheim, Herzog-Julius-Hütte en Goslar bediende.
De oudere goederenlijn via Grauhof werd slachtoffer van de Duitse deling en verloor in 1954 het treinverkeer. In 1976 werd ook de Innerstetalbahn gesloten, waardoor in Langelsheim de spoorlijn Seesen - Goslar overbleef.

## Bediening
De spoorlijn wordt tegenwoordig door een Regionalbahn-lijn bediend. De lijn wordt geëxploiteerd door DB Regio Nord met dieseltreinstellen van het type LINT.
| Serie | Treinsoort                   | Route                                                                   | Bijzonderheden |
| ----- | ---------------------------- | ----------------------------------------------------------------------- | -------------- |
| RB 82 | Regionalbahn (DB Regio Nord) | Göttingen – Northeim (Han) – Kreiensen – Seesen – Goslar – Bad Harzburg |                |

## Aansluitingen
In de volgende plaatsen was of is er een aansluiting van de volgende spoorlijnen:
Neuekrug-Hahausen
DB 1940, spoorlijn tussen Helmstedt en Holzminden
Langelsheim
DB 1931, spoorlijn tussen Langelsheim en Altenau
DB 1935, spoorlijn tussen Grauhof en Langelsheim
Goslar
DB 1773, spoorlijn tussen Hildesheim en Goslar
DB 1932, spoorlijn tussen Vienenburg en Goslar